# Qiu Xiaolong

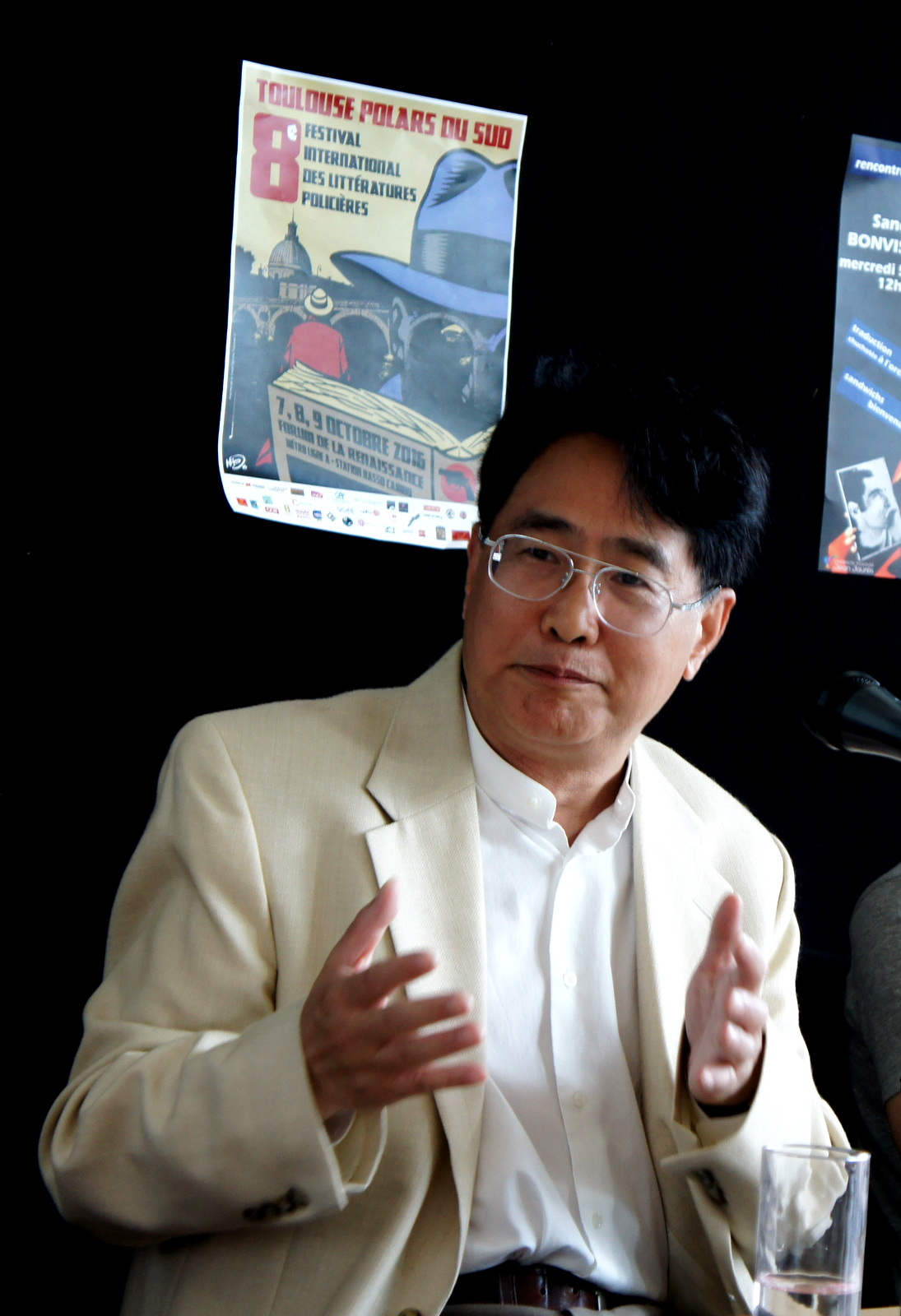
Qiu Xiaolong, 2016

Qiu Xiaolong (chinesisch 裘小龙, [tɕʰjoʊː ˌɕjɑʊˈlʊŋ]; * 1953 in Shanghai) ist ein chinesischer Schriftsteller, Hochschullehrer, Krimi-Autor und Übersetzer im US-amerikanischen Exil.

## Leben
Qiu Xiaolong wuchs in Shanghai auf. Einer während der „Großen Proletarischen Kulturrevolution“ üblichen Verschickung auf das Land entging er aufgrund einer Krankheit. Die englische Sprache lernte er mit Hilfe von Mao-Zitaten, da in dieser Phase die Schulen geschlossen und keine Englisch-Lehrbücher erhältlich waren. 1976, nach dem Ende der Kulturrevolution begann Qiu Xiaolong Englisch und Literaturwissenschaft zu studieren. Er übersetzte Gedichte von T.S. Eliot und US-amerikanische Kriminalromane, z. B. von Raymond Chandler und Ruth Rendell, in die chinesische Sprache. Aufgrund eines Stipendiums der Ford Foundation durfte er 1988 in die USA reisen. Nach dem Massaker am Platz des Himmlischen Friedens kehrte er 1989 vorerst nicht mehr nach China zurück. Erst 1995 reiste er wieder nach Shanghai.
Seit 1994 lehrt er an der Washington University in St. Louis chinesische Literatur und Sprache. Er lebt mit Frau und Tochter in St. Louis. Seine Bücher wurden in etliche Sprachen übersetzt.

## Werke

### Fachbuch
- Love in classical Chinese literature: Cathayan passions vs. Confucian ethics, Dissertation (Ph.D.), Washington University, 1994.

### Belletristik

#### Oberinspektor Chen
- 2000 Death of a Red Heroine. An Inspector Chen mystery book, 1
  - Tod einer roten Heldin – Oberinspektor Chens erster Fall, dt. von Holger Fliessbach; Zsolnay, Wien 2003. ISBN 3-552-05229-1
- 2002 A Loyal Character Dancer. An Inspector Chen mystery book, 2
  - Die Frau mit dem roten Herzen – Oberinspektor Chens zweiter Fall, dt. von Susanne Hornfeck, Zsolnay Wien 2004. ISBN 3-552-05319-0
- 2004 When Red Is Black. An Inspector Chen mystery book, 3
  - Schwarz auf Rot – Oberinspektor Chens dritter Fall, dt. von Susanne Hornfeck, Zsolnay Wien 2005. ISBN 3-552-05351-4
- 2006 A Case of Two Cities. An Inspector Chen mystery book, 4
  - Rote Ratten – Oberinspektor Chens vierter Fall, dt. von Susanne Hornfeck, Zsolnay, Wien 2007. ISBN 3-552-05379-4
- 2007 Red Mandarin Dress. An Inspector Chen mystery book, 5
  - Blut und rote Seide – Oberinspektor Chens fünfter Fall, dt. von Susanne Hornfeck, Zsolnay, Wien 2009. ISBN 978-3-552-05461-5
- 2009 The Mao Case. An Inspector Chen mystery book, 6 ISBN 978-0-312-60123-2.
  - auf Deutsch nicht erschienen, in deutscher Zählung übersprungen
- 2011 Don't Cry, Tai Lake. An Inspector Chen mystery book, 7
  - Tödliches Wasser – Oberinspektor Chens sechster Fall, dt. von Susanne Hornfeck; Zsolnay, Wien 2011. ISBN 978-3-552-05535-3
- 2013 Enigma of China. An Inspector Chen mystery book, 8
  - 99 Särge – Oberinspektor Chens siebenter Fall, dt. von Susanne Hornfeck; Zsolnay, Wien 2014. ISBN 978-3-552-05677-0
- 2015 Shanghai Redemption. An Inspector Chen mystery book, 9
  - Schakale in Shanghai – Oberinspektor Chens achter Fall, dt. von Susanne Hornfeck; Zsolnay, Wien 2016. ISBN 978-3-552-05770-8
- 2018 Inspector Chen and Me: A Collection of Inspector Chen Stories. (außerhalb der Bandzählung) ISBN 978-1-72019-772-0
  - auf Deutsch noch nicht erschienen
- 2020 Hold Your Breath, China. An Inspector Chen mystery book, 10 ISBN 978-0-7278-9043-6
  - auf Deutsch noch nicht erschienen
- 2020 Becoming Inspector Chen. An Inspector Chen mystery book, 11 ISBN 978-0-7278-9044-3
  - auf Deutsch noch nicht erschienen
- 2021 Inspector Chen and the Private Kitchen Murder. An Inspector Chen mystery book, 12, ISBN 978-0-727-85071-3
  - auf Deutsch noch nicht erschienen
- 2023 Love and Murder in the Time of Covid. An Inspector Chen mystery book, 13, ISBN 978-1-448-31149-1
  - auf Deutsch noch nicht erschienen

#### Weitere
- 2007 Cité de la Poussière rouge (Years of Red Dust [2010])
  - Das Tor zur Roten Gasse (Erzählungen), dt. von Susanne Hornfeck und Sonja Hauser; DTV, München 2009. ISBN 978-3-423-21172-7

#### Übersetzungen
- Treasury of Chinese Love Poems (2003)
- Lines Around Chinese (2003)

#### Adaptionen
Hörspiele
- Tod einer roten Heldin. Regie: Sven Stricker, Bearbeitung: Hilke Veth, Übersetzung: Holger Fliessbach, Mitwirkende: Peter Fricke, Andreas Fröhlich, Tonio Arango, Markus Meyer, Hans-Peter Hallwachs, Nina Weniger, Klaus Herm, Horst Bollmann, Katharina Burowa, Peter Schiff, 110 Minuten, DLR 2007.

## Auszeichnungen
- 2001: Anthony Award für den besten Debütroman für Death of a Red Heroine